# 根も葉もRumor
「根も葉もRumor」（ねもはもルーマー）は、日本の女性アイドルグループ・AKB48の楽曲。作詞は秋元康、作曲は浦島健太とH.Shingが担当した。2021年9月29日にAKB48のメジャー58作目のシングルとしてキングレコードから発売された。楽曲のセンターポジションは岡田奈々が務めた。

## 背景とリリース
前作『失恋、ありがとう』から約1年半ぶりのリリースで、2021年に発売された唯一のシングル。
楽曲のシングル盤は「Type A」から「Type C」のそれぞれの「初回限定盤」と「通常盤」、および「劇場盤」の7形態で発売。
本作のリリースは2021年5月23日にぴあアリーナMMで開催された『17LIVE presents AKB48 15th Anniversary LIVE AKB48単独コンサート〜好きならば好きだと言おう〜』の中で発表された。本作は『チャンスの順番』（2010年12月発売）以来10年9か月ぶりにAKB48のメンバーのみで表題曲の選抜メンバーが構成されるシングルとなる。
その後、同年7月7日（6日深夜）から放送が開始されたグループの冠番組『乃木坂に、越されました〜AKB48、色々あってテレ東からの大逆襲!〜』（テレビ東京系）にて、選抜メンバーとタイトルが発表された。
選抜メンバーは前作に引き続き18名。2018年から2021年まで2年半、IZ*ONEのメンバーとして活動していた本田仁美が『NO WAY MAN』以来4作（2年10か月）ぶり、大西桃香が『シュートサイン』以来11作（4年半）ぶり、下尾みうが『ジワるDAYS』以来3作（2年半）ぶり、倉野尾成美が『サステナブル』以来2作（2年）ぶりに選抜復帰した。谷口めぐ、横山結衣、千葉恵里、西川怜が初選抜となった。選抜メンバー発表時には脊髄空洞症の治療のため活動を休止していた柏木由紀も選抜されている。柏木は、グループ初の30代でのシングル選抜メンバーとなる。前作のメンバーのうち福岡聖菜、および2021年5月に卒業した峯岸みなみは選出されていない。
表題曲は、2021年7月17日放送のTBS系『音楽の日2021』にて初披露され、歌唱前に岡田奈々が自らがセンターを務めることを発表した。岡田が表題曲のセンターを務めるのは初センターを務めた『ジャーバージャ』以来7作ぶり2回目となる。初披露にあたり、柏木は前記の活動休止からの復帰（7月15日復帰）直後であったため、小田えりなが代役を務めた。振付は三重高校ダンス部「SERIOUS FLAVOR」の顧問・神田橋純が担当し、ロックダンスを取り入れたものとなっており、その激しさからは「どえらいダンス」と呼ばれている。歌詞には2010年のシングル『ポニーテールとシュシュ』を想起させる「ポニーテールにシュシュ」という言葉が入っている。
2021年9月22日に歌詞の一部である「Nothing! Nothing! Nothing! Nothing!」が「梨! 梨! 梨! 梨!」に聞こえるということが縁で、梨が名産品である鳥取県より「とっとりの梨食べ大使」にAKB48が任命された。
シングルの全タイプ共通カップリング曲として、2020年に配信限定でリリースされた「離れていても」を収録。また、Type Cには横山由依の卒業ソングである「君がいなくなる12月」が収録された。選抜メンバー以外のメンバーも全員がタイプ別カップリング曲のいずれかに参加している。
第63回日本レコード大賞で優秀作品賞を受賞した。
2022年にはAKB48 Team TPがカバーしてリリースした。センターは藤井麻由が初めて務める。

## アートワーク
| Type A（初回限定盤） | 岡田奈々、柏木由紀、倉野尾成美、西川怜、横山由依、横山結衣   |
| Type B（初回限定盤） | 久保怜音、下尾みう、谷口めぐ、千葉恵里、本田仁美、向井地美音 |
| Type C（初回限定盤） | 大西桃香、岡部麟、小栗有以、武藤十夢、村山彩希、山内瑞葵     |
| Type A（通常盤）     | 岡田奈々、柏木由紀、倉野尾成美、西川怜、横山由依、横山結衣   |
| Type B（通常盤）     | 久保怜音、下尾みう、谷口めぐ、千葉恵里、本田仁美、向井地美音 |
| Type C（通常盤）     | 大西桃香、岡部麟、小栗有以、武藤十夢、村山彩希、山内瑞葵     |
| 劇場盤               | 『根も葉もRumor』選抜メンバー全18名                          |

## チャート成績
2021年10月11日付オリコンチャートでCDシングル初週35万1000枚を売り上げ初登場1位となったが、ミリオン達成はならず、20thシングル 『桜の木になろう』以降、38作連続で続いていたミリオンセラーが途絶えることになった。なお、『RIVER』から45作連続でオリコンチャート週間1位となった。

## ミュージック・ビデオ
根も葉もRumor
MVの舞台は静岡県伊東市にある伊東市立宇佐美中学校で、高校ダンス部のドキュメンタリーをテーマに、メンバーはそれぞれ生徒、ダンス部OG、顧問の役を与えられた。またメンバー以外のエキストラとして、三重高校ダンス部「SERIOUS FLAVOR」の部員80名が生徒役、同ダンス部顧問の神田橋純も授業シーンの先生役で出演した。監督は友久陽志が担当している。

## メディアでの使用
根も葉もRumor
ABCマート Web CM「ニューバランス327 Walking Dance」 篇
千葉テレビ『白黒アンジャッシュ』エンディングテーマ（2021年10月 - ）

## シングル収録トラック

### Type A
「初回限定盤」と「通常盤」の2種類が存在するが、収録トラックは同一。
| #         | タイトル                            | 作詞      | 作曲              | 編曲               | 時間  |
| --------- | ----------------------------------- | --------- | ----------------- | ------------------ | ----- |
| 1.        | 「根も葉もRumor」                   | 秋元康    | 浦島健太、H.Shing | 今井大介、大野裕一 | 4:19  |
| 2.        | 「離れていても」                    | 秋元康    | 饗庭純            | 野中“まさ”雄一     | 5:22  |
| 3.        | 「大騒ぎ天国」(Second Generation)   | 秋元康    | 本田正樹          | 本田正樹           | 3:17  |
| 4.        | 「根も葉もRumor（off vocal ver.）」 |           | 浦島健太、H.Shing | 今井大介、大野裕一 | 4:19  |
| 5.        | 「離れていても（off vocal ver.）」  |           | 饗庭純            | 野中“まさ”雄一     | 5:22  |
| 6.        | 「大騒ぎ天国（off vocal ver.）」    |           | 本田正樹          | 本田正樹           | 3:15  |
| 合計時間: | 合計時間:                           | 合計時間: | 合計時間:         | 合計時間:          | 25:56 |

| #  | タイトル                      | 作詞 | 作曲・編曲 | 監督     |
| -- | ----------------------------- | ---- | ---------- | -------- |
| 1. | 「根も葉もRumor Music Video」 |      |            | 友久陽志 |
| 2. | 「根も葉もRumor Dance Ver.」  |      |            | 友久陽志 |
| 3. | 「離れていても Music Video」  |      |            | 磯見大   |

### Type B
「初回限定盤」と「通常盤」の2種類が存在するが、収録トラックは同一。
| #         | タイトル                            | 作詞      | 作曲              | 編曲               | 時間  |
| --------- | ----------------------------------- | --------- | ----------------- | ------------------ | ----- |
| 1.        | 「根も葉もRumor」                   | 秋元康    | 浦島健太、H.Shing | 今井大介、大野裕一 | 4:19  |
| 2.        | 「離れていても」                    | 秋元康    | 饗庭純            | 野中“まさ”雄一     | 5:22  |
| 3.        | 「西高東低」(Team 8)                | 秋元康    | 佐藤貴之          | 草野よしひろ       | 4:18  |
| 4.        | 「根も葉もRumor（off vocal ver.）」 |           | 浦島健太、H.Shing | 今井大介、大野裕一 | 4:19  |
| 5.        | 「離れていても（off vocal ver.）」  |           | 饗庭純            | 野中“まさ”雄一     | 5:22  |
| 6.        | 「西高東低（off vocal ver.）」      |           | 佐藤貴之          | 草野よしひろ       | 4:15  |
| 合計時間: | 合計時間:                           | 合計時間: | 合計時間:         | 合計時間:          | 27:58 |

| #  | タイトル                      | 作詞 | 作曲・編曲 | 監督     |
| -- | ----------------------------- | ---- | ---------- | -------- |
| 1. | 「根も葉もRumor Music Video」 |      |            | 友久陽志 |
| 2. | 「根も葉もRumor Dance Ver.」  |      |            | 友久陽志 |
| 3. | 「離れていても Music Video」  |      |            | 磯見大   |

### Type C
「初回限定盤」と「通常盤」の2種類が存在するが、収録トラックは同一。
| #         | タイトル                                   | 作詞      | 作曲              | 編曲               | 時間  |
| --------- | ------------------------------------------ | --------- | ----------------- | ------------------ | ----- |
| 1.        | 「根も葉もRumor」                          | 秋元康    | 浦島健太、H.Shing | 今井大介、大野裕一 | 4:19  |
| 2.        | 「離れていても」                           | 秋元康    | 饗庭純            | 野中“まさ”雄一     | 5:22  |
| 3.        | 「君がいなくなる12月」(横山由依卒業ソング) | 秋元康    | 浦島健太、山本匠  | 山本匠             | 5:50  |
| 4.        | 「根も葉もRumor（off vocal ver.）」        |           | 浦島健太、H.Shing | 今井大介、大野裕一 | 4:19  |
| 5.        | 「離れていても（off vocal ver.）」         |           | 饗庭純            | 野中“まさ”雄一     | 5:22  |
| 6.        | 「君がいなくなる12月（off vocal ver.）」   |           | 浦島健太、山本匠  | 山本匠             | 5:49  |
| 合計時間: | 合計時間:                                  | 合計時間: | 合計時間:         | 合計時間:          | 31:04 |

| #  | タイトル                           | 作詞 | 作曲・編曲 | 監督     |
| -- | ---------------------------------- | ---- | ---------- | -------- |
| 1. | 「根も葉もRumor Music Video」      |      |            | 友久陽志 |
| 2. | 「根も葉もRumor Dance Ver.」       |      |            | 友久陽志 |
| 3. | 「君がいなくなる12月 Music Video」 |      |            | 横山由依 |

### 劇場盤
| #         | タイトル                               | 作詞      | 作曲              | 編曲               | 時間  |
| --------- | -------------------------------------- | --------- | ----------------- | ------------------ | ----- |
| 1.        | 「根も葉もRumor」                      | 秋元康    | 浦島健太、H.Shing | 今井大介、大野裕一 | 4:19  |
| 2.        | 「離れていても」                       | 秋元康    | 饗庭純            | 野中“まさ”雄一     | 5:22  |
| 3.        | 「ブラックジャガー」(First Generation) | 秋元康    | 川添広希          | 後藤康二           | 4:35  |
| 4.        | 「根も葉もRumor（off vocal ver.）」    |           | 浦島健太、H.Shing | 今井大介、大野裕一 | 4:19  |
| 5.        | 「離れていても（off vocal ver.）」     |           | 饗庭純            | 野中“まさ”雄一     | 5:22  |
| 6.        | 「ブラックジャガー（off vocal ver.）」 |           | 川添広希          | 後藤康二           | 4:34  |
| 合計時間: | 合計時間:                              | 合計時間: | 合計時間:         | 合計時間:          | 28:31 |

## 選抜メンバー
- 大西桃香
- 岡田奈々 [注釈 4]
- 岡部麟
- 小栗有以
- 柏木由紀
- 久保怜音
- 倉野尾成美
- 下尾みう
- 谷口めぐ
- 千葉恵里
- 西川怜
- 本田仁美
- 向井地美音
- 武藤十夢
- 村山彩希
- 山内瑞葵
- 横山由依
- 横山結衣